# Sinocyclocheilus albeoguttatus
Sinocyclocheilus albeoguttatus är en fiskart som beskrevs av Zhou och Li, 1998. Sinocyclocheilus albeoguttatus ingår i släktet Sinocyclocheilus och familjen karpfiskar. Inga underarter finns listade i Catalogue of Life.